# Warchenne
Warchenne är ett vattendrag i Belgien.   Det ligger i provinsen Liège och regionen Vallonien, i den östra delen av landet, 130 km öster om huvudstaden Bryssel.
I omgivningarna runt Warchenne växer i huvudsak blandskog. Runt Warchenne är det ganska tätbefolkat, med 90 invånare per kvadratkilometer.